# El secreto del río
El secreto del río és una sèrie dramàtica mexicana creada per Alberto Barrera. Es va llançar a nivell mundial a Netflix el 9 d'octubre de 2024.

## Argument
Quan Manuel, un nen nouvingut a un petit poble mexicà del Istme de Tehuantepec, a Oaxaca per a viure amb la seva àvia, es fa amic de Erik, un nen local, es desenvolupa una amistat extraordinària entre els dos i de Paulina, una altra nena. La comunitat muxe fa costat a Manuel en la cerca de la seva identitat de gènere, fent una forta amistat amb Solange i altres els qui el protegeixen.
| «         | Pots tenir la força d'un home i el cor i l'esperit d'una dona, això és ser muxe. | » |
| — Solange |                                                                                  |   |

Alhora, un fosc secret infantil i un trauma sempre vincularan els seus destins. En morir la seva mare, el pare de Manuel se l'emporta del poble. Vint anys després, Manuel és Sicarú i Erik i Paulina s'han casat. El passat amenaça amb enxampar-los.

## Repartiment
| Paper                    | Intèrpret               |
| ------------------------ | ----------------------- |
| Sicarú                   | Trinidad González       |
| Sicarú / Manuel (de nen) | Frida Sofía Cruz        |
| Erik                     | Diego Calva             |
| Erik (de nen)            | Mauro Guzmán            |
| Paulina                  | Yoshira Escárrega       |
| Paulina (de nena)        | Lisa Rivas Avalos       |
| Braulio                  | Jero Medina             |
| Braulio (de nen)         | Jorge Briseño           |
| Rafaela                  | Mercedes Hernández      |
| Luisa                    | Iazua Larios            |
| Ámbar                    | Nova Coronel            |
| Solange                  | La Bruja de Texcoco     |
| Jacinto                  | Jorge A. Jiménez        |
| Ana                      | Teté Espinoza           |
| Orlando                  | Humberto Busto          |
| Sergio                   | Fernando Cuautle        |
| Carmen                   | Vicky Araico            |
| Vincente                 | Alejandro Monteros      |
| Doña María               | Norma Márquez           |
| Pedro                    | Pedro Hernández         |
| Adrián                   | Romanni Villicaña       |
| Marina                   | Lady Kero               |
| Doris                    | Lú Lopra                |
| Felipe                   | David Montalvo          |
| Gutiérrez                | Carlos Patrick Casanova |
| Alejandro                | Saak                    |
| Silvia                   | Giselle Kuri            |
| Camila                   | Gabriela Cartol         |
| Emiliano / Emi           | Kaarlo Isaac            |

## Episodis
| Núm. | Títol original                  | Direcció          | Guió            |
| ---- | ------------------------------- | ----------------- | --------------- |
| 1    | El secreto                      | Ernesto Contreras | Alberto Barrera |
| 2    | No se lo digas a nadie          | Ernesto Contreras | Alberto Barrera |
| 3    | A veces las mentiras son buenas | Alba Gil          | Alberto Barrera |
| 4    | Para siempre juntos             | Alba Gil          | Alberto Barrera |
| 5    | Sicarú                          | Ernesto Contreras | Alberto Barrera |
| 6    | La encrucijada                  | Alejandro Zuño    | Alberto Barrera |
| 7    | El reencuentro                  | Alejandro Zuño    | Alberto Barrera |
| 8    | Mil amores                      | Ernesto Contreras | Alberto Barrera |

## Producció

### Desenvolupament
Dins de la trama la sèrie aborda temàtiques com la diversitat sexual i la cerca de la identitat de gènere en la infància, tot en el context cultural del sud-est de Mèxic, on existeixen persones muxes, el també anomenat tercer gènere. A més, es visibilitzen les problemàtiques sobre la discriminació, la violència de gènere, els crims d'odi i la tràfic de persones a Mèxic.

### Rodatge
La pel·lícula va ser rodada en locaciones de Salina Cruz, Juchitán de Zaragoza, Ciudad Ixtepec, San Blas Atempa, La Ventosa i la cova de Tolistoque.

## Recepció
La recepció entre els mitjans de comunicació i la crítica especialitzada ha estat en el general positiva. Es va posicionar ràpidament entre les sèries més vistes a Mèxic en la plataforma de streaming.
- «Les escenes estan meticulosament elaborades, amb un equilibri entre el poètic i l'emocionalment complex, la qual cosa afegeix capes de significat a la trama», va comentar Juan Pablo Russo per al portal Corre Cámara. Així mateix va destacar el valor de posar en escena històries relacionades amb el LGBT+[9]A més Russo va destacar a Escribiendocine: «els paisatges amplis i colorits contrasten amb les vides internes turbulentes dels personatges. Les escenes estan meticulosament elaborades, amb un equilibri entre el poètic i l'emocionalment complex, la qual cosa afegeix capes de significat a la trama».[10]
- «n bonic retrat de l'amistat i de la diversitat sexual i de gènere», va escriure José Luis Martín per a La Vanguardia.
- Per a Mario Durán de El Dictamen, la sèrie és «una forta abraçada de fortalesa i alhora realitzar un digne homenatge a les denominades muxes, aquelles que formen part de la cultura de Juchitán, Oaxaca i que és aquell home que es viu i se sap dona, l'únic tercer sexe reconegut oficialment per la societat i que viuen el seu propi gènere més enllà del cos que tinguin», va comentar.[11]